# Merdeka-paleis

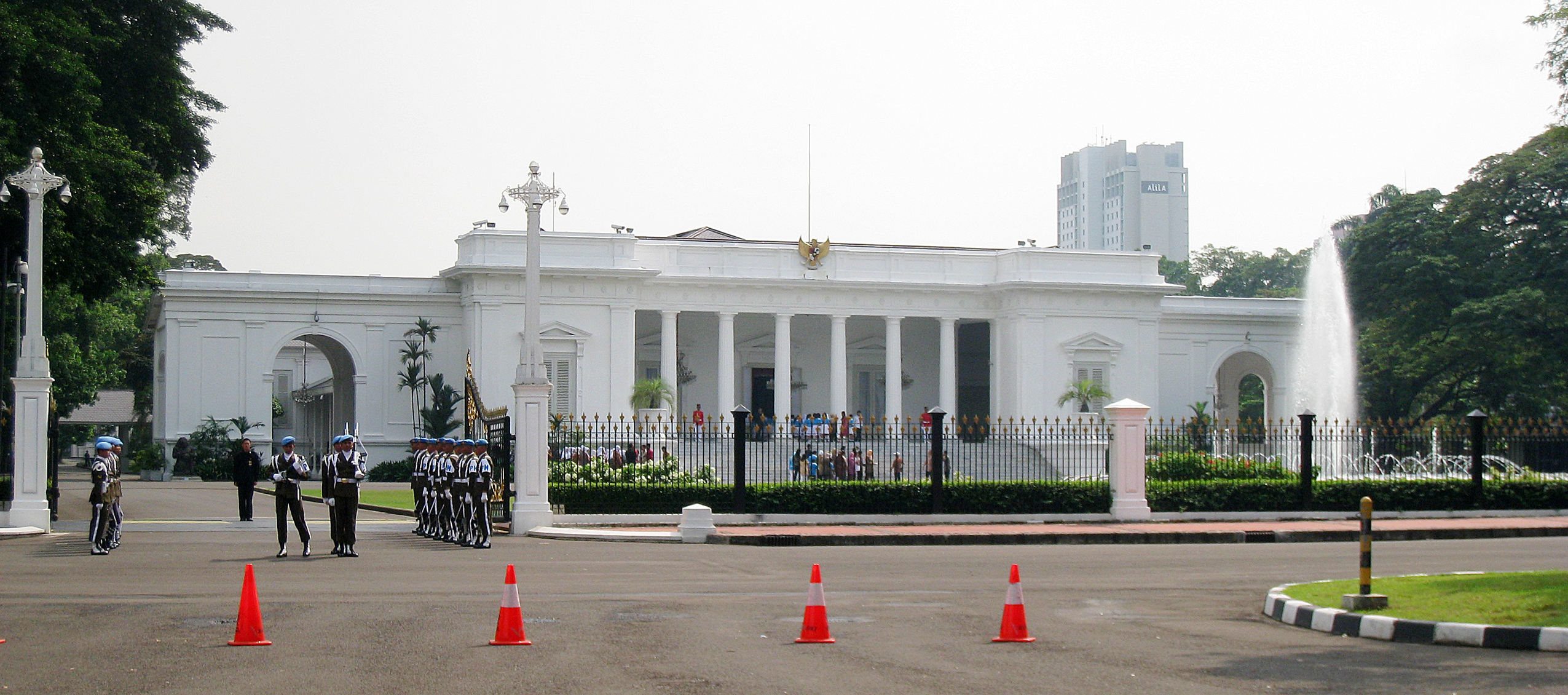
Het Istana Merdeka in 2010

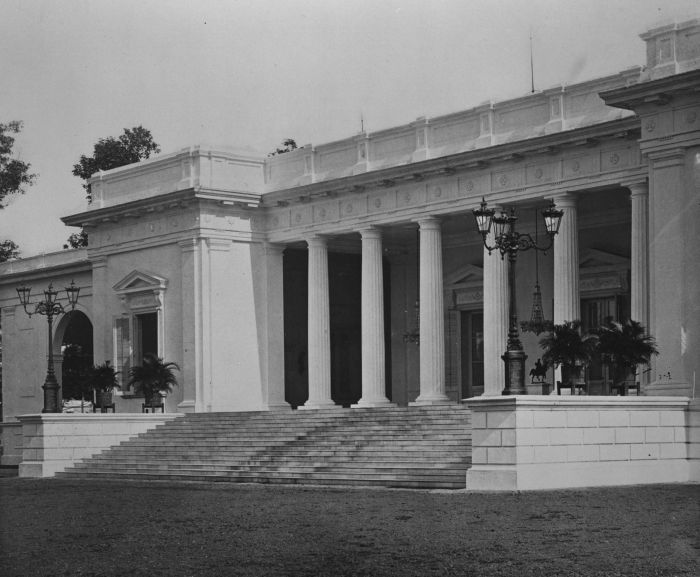
Zuidelijke gevel van het Paleis te Koningsplein (1880-1900)

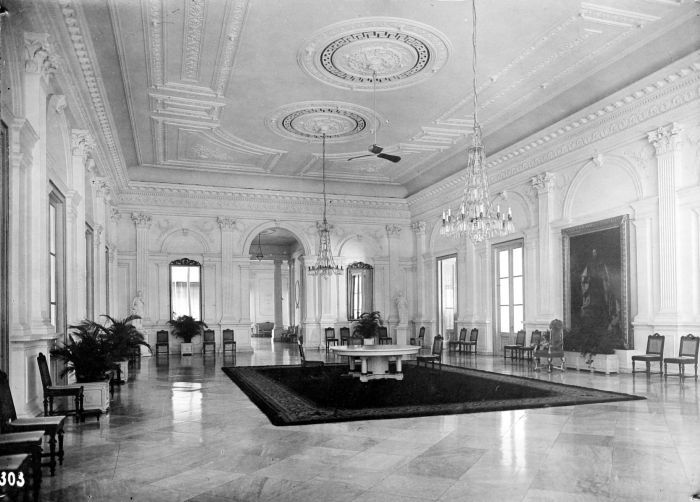
Zaal in het paleis in 1936

Het Merdeka-paleis (Indonesisch: Istana Merdeka, vertaald: Vrijheidspaleis) is een presidentieel paleis aan het Merdeka-plein in Jakarta, Indonesië. Onder de naam Paleis te Koningsplein werd het in april 1877, in plaats van het erachter gelegen Paleis te Rijswijk (Istana Negara), een van de drie officiële residenties van de gouverneur-generaal van Nederlands-Indië. Tegenwoordig is het in gebruik voor officiële gelegenheden van de president van de Republiek Indonesië, onder meer voor de installatie van ministers, de accreditatie van nieuwe ambassadeurs en ontvangsten. Het is tevens een van de zes officiële residenties van de Indonesische president.

## Geschiedenis
Per gouvernementsbesluit van 2 maart 1874 gaf gouverneur-generaal James Loudon opdracht voor de bouw van een nieuw paleis voor de gouverneur-generaal. Het neo-klassieke gebouw werd ontworpen door de bouwkundige Jacobus Bartholomeus Drossaers en werd gesitueerd in het zuidelijkste deel van het paleisterrein en grenzend aan het toenmalige Koningsplein. Eind april 1877 trok gouverneur-generaal Johan Wilhelm van Lansberge in het nieuwe paleis. Hij ging er audiënties houden, thé's dansant en muziekavonden. Audiënties voor vorsten, evenals de reguliere maandelijkse audiënties, bleven gehouden worden in het Paleis te Rijswijk.
De eerste naam die het gebouw van het gouvernement meekreeg was die van 'Hôtel Koningsplein', maar later werd het 'Paleis te Koningsplein' genoemd. Vanwege de vele bomen rondom het gebouw kwam het ook bekend te staan als het Istana Gambir. Het paleis ziet uit over het Medan Merdeka, het voormalige Koningsplein.
De voorgevel bevat een brede trappenpartij, met daarboven een diepe en brede ingangsportiek, waarvan het plafond ondersteund wordt door zes Dorische zuilen. Aan beide zijden van de voorgevel bevindt zich een sierpoort waardoor de indruk wordt gewekt dat het gebouw breder is dan het is.
Op 27 december 1949 vond vanuit het Paleis te Koningsplein, gelijktijdig met een ceremonie in het Paleis op de Dam in Amsterdam, de protocollaire soevereiniteitsoverdracht plaats. Vele duizenden belangstellenden waren erbij toen na afloop op het plein voor het paleis voor het eerst de nationale vlag van Indonesië gehesen werd. Toen ook deze ceremonie voorbij was, riepen velen spontaan 'merdeka'. Sindsdien wordt het paleis Istana Merdeka ofwel Vrijheidspaleis genoemd. 